# Acetonitril
Acetonitril (též methylkyanid) je organická sloučenina se vzorcem CH3CN. Tato bezbarvá kapalina je nejjednodušším organickým nitrilem. Vzniká hlavně jako vedlejší produkt při výrobě akrylonitrilu. Používá se především jako aprotické polární rozpouštědlo při purifikaci butadienu.
V laboratoři má uplatnění jako semipolární rozpouštědlo, které je mísitelné s vodou a má vhodný rozsah kapalnosti. S dipólovým momentem 3,84 D rozpouští širokou škálu iontových i nepolárních sloučenin a používá se jako mobilní fáze v HPLC a LCMS.

## Bezpečnost
Acetonitril má v malých dávkách jen nízkou toxicitu. Může však být metabolizován na kyanovodík, který je pak zdrojem pozorovaných toxických účinků. Obecně je nástup toxických účinků zpožděný, protože nějakou dobu trvá, než se acetonitril zmetabolizuje na kyanid (2 až 12 hodin).
Případy otrav lidí acetonitrilem (přesněji kyanidové otravy po expozici acetonitrilu) jsou vzácné, nicméně nikoli neznámé; acetonitril může vstupovat do těla vdechováním, požitím, možná i přes kůži. Mezi symptomy, které se obvykle neobjeví dříve než několik hodin po expozici, patří dýchací potíže, bradykardie, nevolnost a zvracení. V těžších případech se objevují křeče a kóma, následně může dojít k smrti selháním dýchání. Léčba je stejná jako při otravě kyanidy, obvykle se používá například kyslík, dusitan sodný a thiosíran sodný.
Acetonitril se používá v odstraňovačích laků na nehty, navzdory své nízké, ale významné toxicitě. Častěji se ale pro domácí použití preferují aceton a ethylacetát. V EU je použití acetonitrilu v kosmetických výrobcích zakázáno od března 2000.

## Deriváty
- halogenované
  - chloroacetonitril
  - fluoroacetonitril – rozpouštědlo, nadějný elektrolyt do lithiových akumulátorů[10]